# John Clayton
John Lee Clayton Jr. (Venice, 20 agosto 1952) è un contrabbassista jazz e classico statunitense.

## Biografia

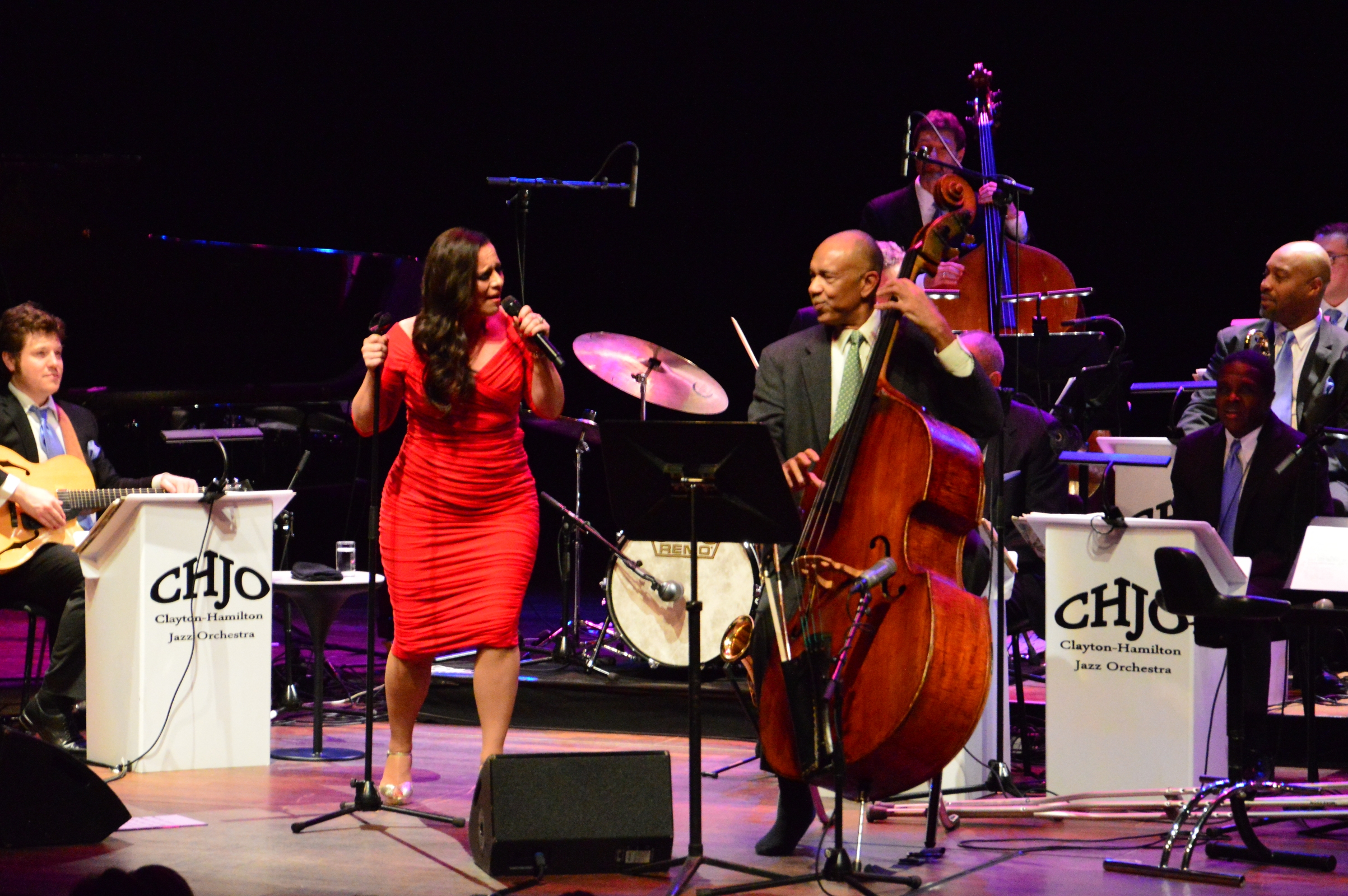
Clayton con la cantante Trijntje Oosterhuis a Rotterdam (2014)

All'età di 16 anni inizia lo studio del contrabbasso sotto la guida di Ray Brown, tra i più celebri contrabbassisti jazz, presso la UCLA. Già a 19 anni diventa membro stabile in una serie televisiva di Henry Mancini, The Mancini Generation, e nel 1975 si laurea all'università dell'Indiana. Nello stesso anno parte in tour con il Monty Alexander trio, mentre dal 1977 fino al 1979 suona nella Count Basie Orchestra prima di diventare primo contrabbasso all'Orchestra reale del Concertgebouw (1980 - 1985). In questo periodo (1980 - 1983) insegna al Conservatorium Den Haag, l'Aia. Dopo questi 5 anni di lavoro nei Paesi Bassi, Clayton torna negli Stati uniti per dedicarsi maggiormente al jazz, fondando la Clayton-Hamilton Jazz Orchestra (di cui è leader insieme al fratello Jeff Clayton, sassofonista, e al batterista Jeff Hamilton) oltre che i The Clayton Brothers. Dal 1996, con Ray Brown e Christian McBride  suona con il gruppo Superbass. Ha collaborato con molti altri artisti di rilievo, tra cui Diana Krall, Whitney Houston, Carmen McRae, Quincy Jones, Natalie Cole, Paul McCartney e la Tonight Show Band. Ha vinto due Grammy Awards nel 2007 e nel 2009. È padre di Gerald Clayton, rinomato pianista jazz.

## Discografia

### Leader o co-leader
Con The Clayton Brothers
- 1991 –  The Music
- 1997 –  Expressions
- 2000 –  Siblingity
- 2005 –  Back in the Swing of Things
- 2008 –  Brother to Brother

Con Clayton-Hamilton Jazz Orchestra
- 1990 –  Groove Shop
- 1991 –  Heart and Soul
- 1995 –  Absolutely!
- 1999 –  Explosive! con Milt Jackson
- 2000 –  Shout Me Out!
- 2005 –  Live at MCG
- 2009 –  Charles Aznavour & The Clayton-Hamilton Jazz Orchestra
- 2011 –  Sundays in New York con Trijntje Oosterhuis

### Guest
Con Monty Alexander
- 1976  – Live! Montreux
- 1983  – Reunion in Europe
- 1983  – The Duke Ellington Songbook
- 1985  – The River Monty
- 1986  – Li'l Darlin

Con Milt Jackson
- 1977  – Soul Fusion
- 1993  – Reverence and Compassion
- 1988  – Bebop
- 1994  – The Prophet Speaks

Con Diana Krall
- 1993  – Stepping Out
- 1998  – When I Look in Your Eyes
- 1999  – Why Should I Care
- 2002  – Live in Paris
- 2004  – The Girl in the Other Room
- 2005  – Christmas Songs
- 2006  – From This Moment On
- 2009  – Live in Rio (video)
- 2009  – Quiet Nights

Con altri
- 1978  – Live in Japan '78, Count Basie
- 1979  – Get Together, Count Basie
- 1982  – Indiana, Jeff Hamilton
- 1985  – A Gentleman and His Music, Benny Carter
- 1987  – Spontaneous Combustion, Barney Kessel
- 1988  – Isn't It Romantic, Michael Feinstein
- 1988  – Rockin' L.A., Jimmy Witherspoon
- 1989  – Boogie Down, Ernestine Anderson
- 1989  – Live at Town Hall N.Y.C., Gene Harris
- 1989  – Sings Rodgers Hart & Hammerstein, Rosemary Clooney
- 1989  – The Jiggs Up, Jiggs Whigham
- 1990  – Plays the Benny Carter Songbook, Marian McPartland
- 1991  – Unforgettable: With Love, Natalie Cole
- 1992  – In Tribute, Diane Schuur
- 1993  – A Single Woman, Nina Simone
- 1993  – A Touch of Music in the Night, Michael Crawford
- 1993  – Dream Come True, Arturo Sandoval
- 1994  – Self Portrait, Carmen Lundy
- 1994  – Super, Ray Brown
- 1995  – Afterglow, Dr. John
- 1995  – New Gold, Bud Shank
- 1995  – Time After Time, Etta James
- 1996  – Bud Shank Sextet Plays Harold Arlen, Bud Shank
- 1997  – Dear Ella, Dee Dee Bridgewater
- 1997  – SuperBass, Ray Brown
- 1998  – This Christmas, Ann Hampton Callaway
- 2006  – Before Me, Gladys Knight
- 2006  – Dear Mr. Sinatra, John Pizzarelli
- 2006  – Easy to Love, Roberta Gambarini
- 2012  – Kisses on the Bottom, Paul McCartney
- 2014  – The Last Southern Gentlemen, Delfeayo Marsalis
- 2017  – I Fall in Love Too Easily, Katharine McPhee